# Araneus tatianae
Araneus tatianae är en spindelart som beskrevs av Roger de Lessert 1938. Araneus tatianae ingår i släktet Araneus och familjen hjulspindlar.
Artens utbredningsområde är Kongo. Inga underarter finns listade i Catalogue of Life.